# Roh-Beniguet
Roh-Beniguet est un petit îlot rocheux, situé au sud de la presqu'île de Rhuys, dans le département du Morbihan et la région Bretagne, en France.

## Étymologie
Roh-Beniguet, ou Roc'h Benniget est une expression bretonne pouvant se traduire par « pierre bénite ».

## Géographie
L'îlot s'étend sur une longueur comprise entre 150 et 350 mètres, selon les marées. Il est possible de s'y rendre à pied depuis la côte en situation de vives-eaux.
Le danger de navigation qu'il constitue est signalé par la balise cardinale sud Roh-Beniguet. Cette cardinale, créée avant 1880, a aujourd'hui la forme d'une tourelle de béton, qui a été posée en 2001 par la DDE de Lorient. Elle est équipée d'une échelle.

## Faune et flore
L'îlot est couvert de goémon, d'huîtres et surtout de moules, ce qui lui vaut le surnom populaire d'« Île-aux-Moules ». Les fonds de gravier entre l'îlot et la côte accueillent une grande population d'étoiles de mer, en plus de la faune habituelle de la presqu'île de Rhuys.